# Eschweilera subglandulosa
Eschweilera subglandulosa är en tvåhjärtbladig växtart som beskrevs av John Miers. Eschweilera subglandulosa ingår i släktet Eschweilera och familjen Lecythidaceae. Inga underarter finns listade i Catalogue of Life.